# فرودگاه بین‌المللی چلف
فرودگاه بین‌المللی چلف (به انگلیسی: Chlef International Airport) (به زبان بومی: Aéroport International de Chlef) یک فرودگاه همگانی با کد یاتا QAS است که یک باند فرود آسفالت دارد و طول باند آن ۲۸۰۰ متر است. این فرودگاه در کشور الجزایر قرار دارد و در ارتفاع ۱۵۳ متری از سطح دریا واقع شده‌است.

## شرکت‌های هواپیمایی و مقصدهای پروازی

### مسافری
| شرکت‌های هواپیمایی      | مقصدهای پروازی                              |
| ---------------------- | ------------------------------------------- |
| هواپیمایی الجزایر      | هواری بومدین، مارسی پروانس، شارل دوگل پاریس |
| ای‌اس‌ال ایرلاینز فرانسه | فصلی: شارل دوگل پاریس                       |